# Ян Смьотс
Ян Кристиан Смьотс (на африкаанс: Jan Christiaan Smuts) e южноафрикански държавен и военен деятел (генерал), министър (5 пъти, 5 ресора) и 2 пъти министър-председател на Южноафриканския съюз (ЮАС), британски фелдмаршал.

## Биография
Роден е на 24 май 1870 година в семейната ферма Бовенплатс, близо до Малмсбъри, Капска колония. През 1886 година постъпва във Викторианския колеж в Стеленбош, където учи нидерландски, немски и гръцки език. В последните си години там среща бъдещата си съпруга Айзи Криге. След колежа печели стипендия за обучение в Англия и заминава в Кеймбриджкия университет, където завършва с отличие специалност „Право“ в Християнския колеж.
Въвежда понятието „апартейд“ за първи път през 1917 г. След 2 години става министър-председател на ЮАС. През септември 1939 година отново оглавява правителството след политическа криза, застъпвайки се за влизане на страната във Втората световна война.